# Gloria (canção)
"Gloria" é uma canção da banda irlandesa U2. É a faixa de abertura e segundo single do álbum October, lançado em 1 de outubro de 1981.
O refrão dá música é em latim, da Liturgia cristã "Glória a Deus nas alturas." É um dos seus singles de pior repercussão nas paradas, chegando a posição #55 no UK Singles Chart do Reino Unido.

## Faixas
| N.º | Título                 | Duração |  |
| 1.  | "Gloria"               | 4:12    |  |
| 2.  | "I Will Follow" (Live) | 3:48    |  |

## Paradas musicais
| Paradas (1981)              | Melhor posição |
| --------------------------- | -------------- |
| Irlanda Singles Chart       | 10             |
| Nova Zelândia Singles Chart | 15             |
| UK Singles Chart            | 55             |